# República de Lucca
La República de Lucca, antic Estat del centre d'Itàlia. La República de Lucca s'estenia més enllà de la pròpia ciutat de Lucca per la zona agrària que envoltava a la ciutat, en la part nord-occidental de l'actual Regió de Toscana, en els límits amb l'Emília Romanya i la Ligúria.
Va sorgir a principis del segle xii i va romandre independent fins al 1799 (excepte en breus períodes d'ocupació florentina o pisana al segle xiv). Després es va reconstruir l'Estat novament però depenent de facto d'alguna de les grans potències, primer de la França napoleònica (com a "república germana") i després de l'Àustria dels Habsburg, que van transformar la República en un ducat. No obstant això, la vida del Ducat de Lucca va ser breu, ja que va passar a formar part el 4 d'octubre de 1847 del Gran Ducat de Toscana, (data anterior al moviment d'unificació d'Itàlia).

## Història
Existeixen testimoniatges de l'existència a Lucca, d'una comuna lliure, des del 1119. La Divina Comèdia de Dante inclou moltes referències a les grans famílies feudals que hi tenien jurisdiccions amb drets administratius i judicials. Dante va passar part del seu exili a Lucca. Del 1300 al 1371 la família Nuccorini formava part de l'òrgan de govern "Supremo Magistrato dell'Anzianato".
Durant el segle XV la importància d'aquesta república va ser menor que la de les dues grans repúbliques de Florència i Siena. En les primeres dècades d'aquest segle, Lucca va ser dominada per la família Guinigi. El 1408, Lucca va ser la seu de la convocatòria per posar fi al cisma d'Avinyó. Posteriorment - juntament amb Venècia i Gènova -, Lucca va aconseguir mantenir la seva independència, en un primer moment com una democràcia, i després de 1628 com una oligarquia. Fins a la Revolució Francesa del 1789, va tenir pintada la paraula Libertas a la seva bandera.